# Об'єднаний громадянський фронт
Об'є́днаний громадя́нський фронт (рос. Объединённый гражданский фронт) ОГФ — міжрегіональний загальноросійський суспільний рух, заснований Гарі Каспаровим в червні 2005. 
ОГФ є членом опозиційної коаліції «Інша Росія». На початку листопада 2006 року ОГФ офіційно зареєстрований Мін’юстом РФ. У ОГФ діють більше 50 регіональних відділень руху. Програма і статут ОГФ були прийняті 25 лютого 2006 року на III конференції ОГФ.

## Дивись також
- Арап Лариса Іванівна